# 邢颖
邢颖（？—？），字敬宗，河间郡鄚县（今河北省任丘市）人，北魏官员。

## 生平
邢颖是曹魏太常邢贞的后裔，曾祖邢嘏被石勒屡次征召做官，都没有前去。邢嘏没有儿子，邢颖的祖父邢盖以同族旁支入继为邢嘏嗣子。邢颖以有才能学识而知名，神䴥四年九月壬申（431年11月15日），魏太武帝拓跋焘时发布征士令，邢颖与范阳卢玄、勃海高允等人同时被征召做官，后出任中书侍郎，代理通直常侍、宁朔将军、城平子，于太平真君元年二月（440年）受命出使刘宋刘义隆。邢颖因为患病回到故乡，很久以后，魏太武帝向着群臣询问邢颖说：“想起以前有一叫邢颖的长者，有学识品德，适合在东宫给太子讲学，如今他人在哪里？”司徒崔浩回答说：“邢颖卧病在家中。”魏太武帝派遣太医乘着驿站的马急速前往治疗。邢颖去世后，朝廷赠予冠军将军、定州刺史，谥号康。

## 家族

### 兄弟
- 邢祐，北魏建威将军、平原郡太守、城平男

### 夫人
- 渤海李氏，后燕太子洗马李昇之女[1]

### 儿子
- 邢修年，北魏南河镇大将、河间郡太守[1]

### 孙子女
- 邢峦，北魏使持节、代理镇南将军、都督南討诸军事、平舒文定伯
- 邢儒，北魏瀛州镇远府长史、给事中
- 邢伟，北魏尚书郎中
- 邢季彥
- 邢晏，北魏辅国将军、沧州刺史
- 邢僧兰，嫁北魏尚书左丞李仲胤[10]
- 邢氏，嫁北魏中垒将军、冀州征东府司马李遵